# Zach Britton
Zachary Grant Britton (ur. 22 grudnia 1987) – amerykański baseballista występujący na pozycji miotacza w New York Yankees.

## Przebieg kariery

### Baltimore Orioles
Po ukończeniu szkoły średniej, w 2006 roku otrzymał ofertę stypendium sportowego z Texas A&M University, jednak po wyborze w trzeciej rundzie draftu przez Baltimore Orioles, zdecydował się podpisać kontrakt z organizacją tego klubu. Po występach w zespołach farmerskich Orioles, najwyżej na poziomie Triple-A w Norfolk Tides, 3 kwietnia 2011 zaliczył debiut w Major League Baseball w meczu przeciwko Tampa Bay Rays, w którym rozegrał 6 zmian i zanotował pierwsze zwycięstwo. W sezonie 2011 wystąpił w 28 meczach jako starting pitcher. 
W marcu 2012 doznał kontuzji barku, a okres rehabilitacyjny spędził w Bowie Baysox z Double-A i Norfolk Tides. Po raz pierwszy po urazie zagrał 17 lipca 2012 w meczu z Minnesota Twins. Przed rozpoczęciem sezonu 2014 został przekwalifikowany na relief pitchera. 15 maja 2014 w meczu z Kansas City Royals zaliczył pierwszy w karierze save, nie oddając żadnego odbicia w drugiej połowie dziewiątej zmiany.
W lipcu 2015 po raz pierwszy wystąpił w Meczu Gwiazd. W sezonie 2016 zaliczył najwięcej save'ów w American League (47) i otrzymał Reliever of the Year Award dla najlepszego relievera w American League.

### New York Yankees
24 lipca 2018 w ramach wymiany zawodników przeszedł do New York Yankees.

## Nagrody i wyróżnienia
| Nagroda/wyróżnienie           | Lata       | Źródło |
| 2× All-Star                   | 2015, 2016 | [ 1 ]  |
| AL Reliever of the Year Award | 2016       | [ 8 ]  |